# Stilbuloida calomyrmecis
Stilbuloida calomyrmecis är en stekelart som först beskrevs av Charles Thomas Brues 1934.  Stilbuloida calomyrmecis ingår i släktet Stilbuloida och familjen Eucharitidae. Inga underarter finns listade i Catalogue of Life.